# Jesus Camp
Jesus Camp är en amerikansk dokumentärfilm som hade biopremiär i USA den 15 september 2006 i regi av Heidi Ewing och Rachel Grady. Den skildrar ett karismatisk kristet sommarläger utanför Devils Lake i North Dakota under sommaren 2005. Den hade premiär under Tribeca Film Festival 2006, och nominerades 2007 i kategorin "Oscar för bästa dokumentär". Filmen orsakade stor debatt, och lägret fick stänga.

### Fotnoter
1. ↑  ”Jesus Camp” (på engelska). Box Office Mojo. 15 september 2006. http://www.boxofficemojo.com/movies/?id=jesuscamp.htm. Läst 7 september 2016.
2. ↑  ”79th Academy Awards” (på engelska). Oscarsgalan. 25 februari 2007. https://www.oscars.org/oscars/ceremonies/2007. Läst 14 oktober 2015.
3. ↑  ”Pastor will shut down controversial kids camp” (på engelska). Seattle Times. 7 november 2006. http://www.seattletimes.com/nation-world/pastor-will-shut-down-controversial-kids-camp/. Läst 14 oktober 2015.